# Arabe andalou
Pour les articles homonymes, voir andalou.
 (décembre 2018).
Si vous disposez d'ouvrages ou d'articles de référence ou si vous connaissez des sites web de qualité traitant du thème abordé ici, merci de compléter l'article en donnant les références utiles à sa vérifiabilité et en les liant à la section « Notes et références ».
L'arabe andalou, également connu sous le nom d'arabe d'al-Andalus (ou andalousien), arabe espagnol ou arabe hispanique, était un dialecte de la langue arabe parlé dans les terres d'al-Andalus, territoire soumis à l'autorité musulmane qui, à son apogée en 731, comprenait la péninsule Ibérique (Espagne, Portugal) et le sud de la France (Septimanie).

## Présentation
C'est devenu une langue éteinte dans la péninsule Ibérique après l'expulsion des Morisques qui a suivi la Reconquista, bien qu'il soit encore employé dans la musique arabo-andalouse et ait sensiblement influencé les dialectes de plusieurs villes du Maghreb : Tetouan, Meknès, Salé, Tanger, Fès, Sefrou, Chefchaouen et Essaouira au Maroc[réf. nécessaire]; Alger, Bejaia[réf. nécessaire], Constantine,  Jijel, Blida, Cherchell, Dellys, Koléa, Mostaganem, Nedroma et  Tlemcen en Algérie[réf. nécessaire].
Il a également exercé une certaine influence sur le mozarabe, le castillan, le catalan, le portugais et les dialectes de l'arabe marocain, algérien,  tunisien et libyen.
L'arabe andalou semble s'être singularisé rapidement et généralisé à l'oral dans la plupart des parties d'Al-Andalus entre les IXe et XVe siècles[réf. nécessaire]. Pendant les XIe et XIIe siècles, il semblerait qu'il ait atteint son apogée, les locuteurs étaient estimés autour de 5 à 7 millions.[réf. nécessaire] Il a ensuite régressé, à la suite du changement progressif de l'équilibre du pouvoir entre musulmans et chrétiens de la péninsule ibérique, bien qu'il ait gardé une certaine présence dans certains secteurs déjà sous contrôle chrétien jusqu'à l'expulsion finale des musulmans au début du XVIIe siècle.
En 1567, Philippe II d'Espagne publia un arrêté royal en Espagne obligeant les Morisques à abandonner l'arabe, et interdisant son usage écrit comme oral en toutes occasions. L'emploi de l'arabe fut considéré comme un crime. Trois années furent données aux Morisques pour apprendre l'espagnol, après quoi ils devaient se débarrasser de tout écrit en arabe.
Comme dans les autres territoires arabophones, les Andalous (Andalousiens) connaissaient une situation de diglossie. Ils employaient leur dialecte local en registre familier, l'arabe classique dans un registre élevé et à l'écrit.
L'arabe andalou se rattacha très tôt au néo-arabe occidental, sans tenir compte d'aucune séparation entre les dialectes de bédouins, de citadins, ou de ruraux. Il ne montre aucune différenciation perceptible en dialectes communautaires (musulmans, chrétiens et juifs)[réf. nécessaire].
La littérature d'expression arabe andalouse peut être datée du Xe et XIe siècles, dans des poèmes en prose et en strophes classiques d'Andalousie (muwashahat), puis à partir du XIe siècle, dans les poèmes dialectaux strophiques (Zadjal) et des collections dialectales de proverbes. On trouve aussi quelques documents commerciaux et une lettre écrite au début du XVIIe siècle à Valence.